# Psyllaephagus taborita
Psyllaephagus taborita är en stekelart som först beskrevs av Hoffer 1963.  Psyllaephagus taborita ingår i släktet Psyllaephagus och familjen sköldlussteklar. Inga underarter finns listade i Catalogue of Life.